# Teoria del complotto sulle scie chimiche

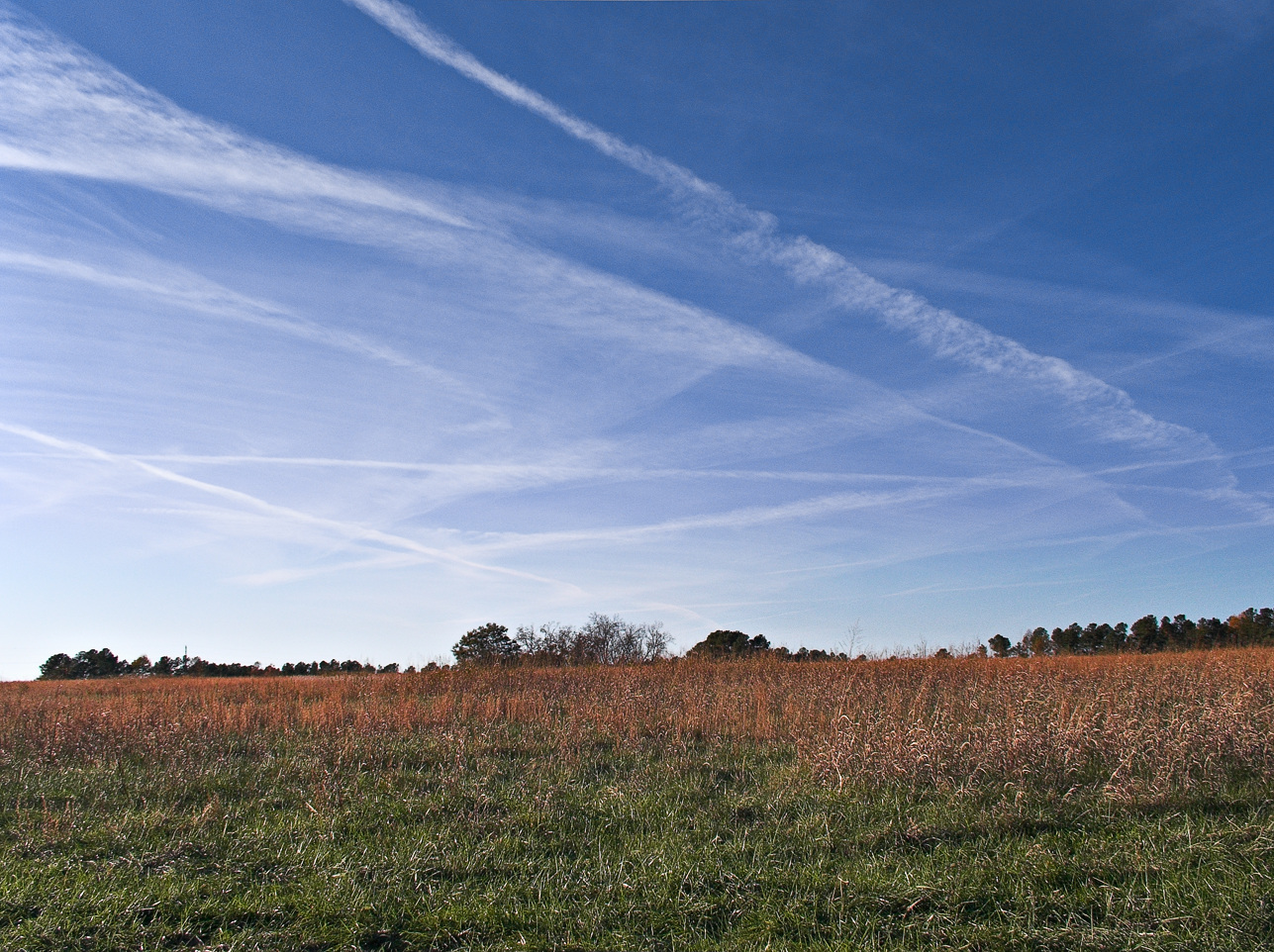
Cielo solcato da scie di condensazione interpretate come "scie chimiche" dai sostenitori di questa teoria del complotto

La teoria del complotto sulle scie chimiche sostiene che, alle scie di condensazione visibili nell'atmosfera terrestre, create dagli aerei, siano intenzionalmente aggiunti degli agenti chimici o biologici, spruzzati in volo per mezzo di ipotetiche apparecchiature montate sui velivoli, per varie finalità.
Il diffondersi di questa teoria nel mondo attraverso i mass media, in particolare Internet, ha fatto sì che enti governativi si siano trovati a ricevere, da parte di varie persone, richieste di spiegazioni in merito a questo presunto fenomeno. Gli stessi enti governativi e la comunità scientifica hanno ripetutamente dimostrato l'inconsistenza e incoerenza scientifica di tali asserzioni; analoghe risposte sono state date dai diversi governi italiani alle relative interrogazioni parlamentari, oltre che da numerosi piloti ed esperti di meteorologia. Anche riviste e programmi di divulgazione scientifica hanno definito la teoria una "bufala".
La credenza, tuttavia, gode di un notevole seguito: una ricerca su scala internazionale eseguita nel 2011 ha quantificato nel 17% del campione la parte di popolazione che si dichiarava convinta dell'esistenza di programmi segreti di irrorazione su larga scala per scopi di ingegneria climatica e di gestione e riduzione della radiazione solare. Le affermazioni sull'irrorazione per motivi di controllo climatico sono state sottoposte, nel 2016, a una procedura di revisione paritaria il cui risultato è stato l'inesistenza di prove a sostegno di tali "teorie".
L'asserito fenomeno di rilascio di "scie chimiche" non deve essere confuso con la tecnica detta inseminazione delle nuvole, che consiste nello spargere nuclei di condensazione nelle nubi per stimolare le precipitazioni piovose, la quale  presenta notevoli limitazioni, sia tecniche che a causa delle condizioni atmosferiche locali e che oggi nel mondo viene quindi poco utilizzata.

## Storia

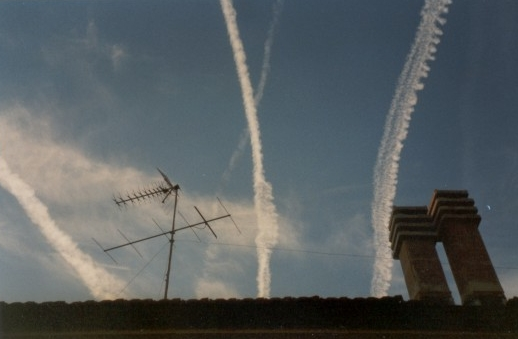
Scie di condensazione persistenti.

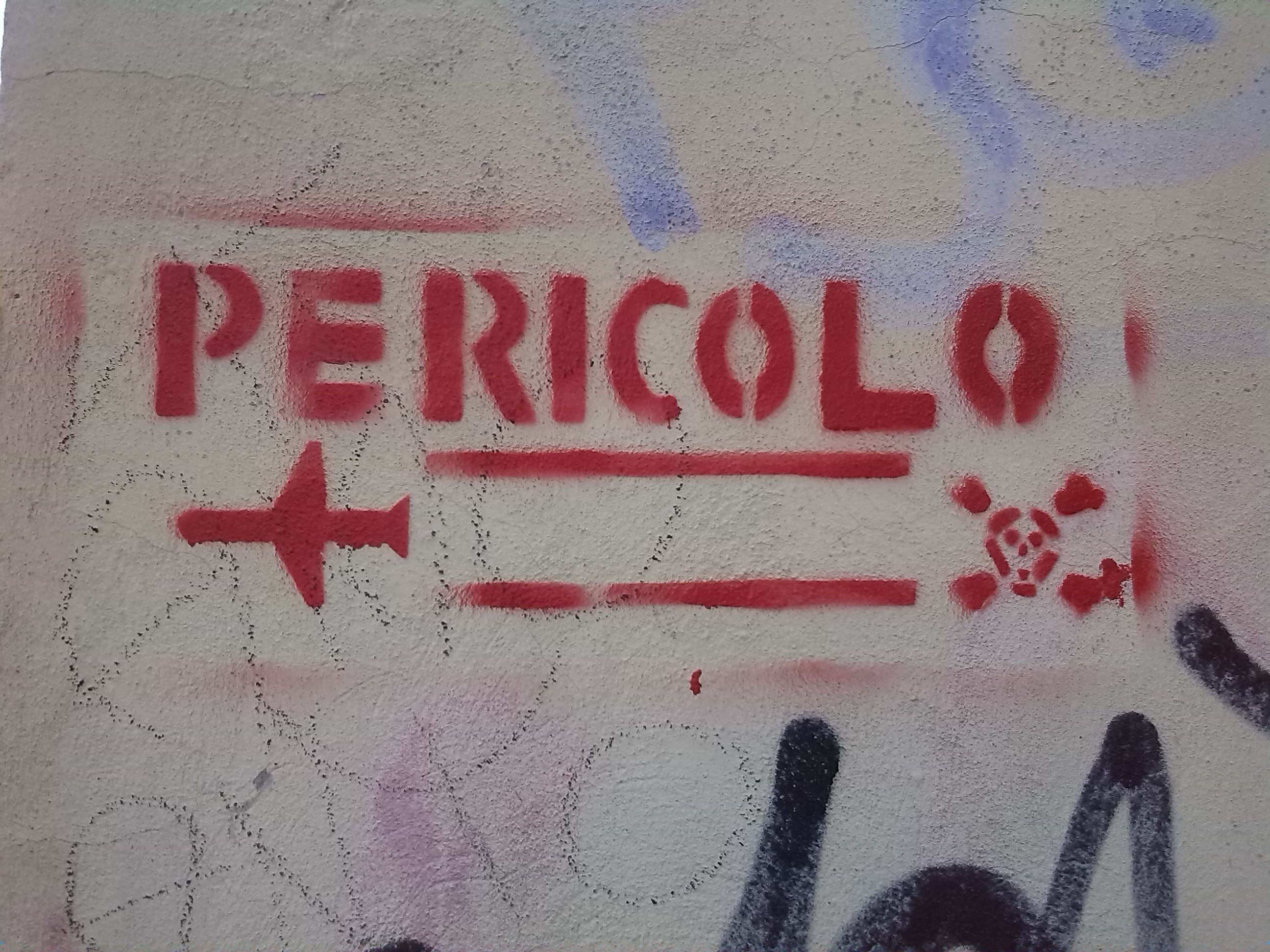
Graffito su un muro a Monza riferito alle scie chimiche

La teoria del complotto delle scie chimiche cominciò a diffondersi nel 1996, quando l'aeronautica militare statunitense fu accusata di "irrorare" la popolazione con ipotetiche sostanze misteriose per mezzo di aerei che rilasciavano scie inusuali. L'Air Force rispose che questa accusa era una palese sciocchezza, alimentata in parte dalle decontestualizzate citazioni di un testo redatto nell'istituto universitario dell'Air Force intitolato Weather as a Force Multiplier: Owning the Weather in 2025. Quel documento fu presentato in risposta alla richiesta dei militari di delineare future strategie di modifica del sistema climatico al fine di mantenere il predominio statunitense nell'anno 2025, come fittizia rappresentazione di situazioni e scenari futuri. In seguito l'Air Force chiarì che tale documento non rifletteva le contemporanee politiche e pratiche militari e che non era in corso alcun esperimento di modifica del clima, né era presente nei programmi futuri dell'Air Force.
Altre fonti confermano l'inizio del diffondersi della teoria dalla seconda metà degli anni novanta. In questo periodo, la teoria del complotto delle scie chimiche trovò eco mediatica su alcuni programmi televisivi, radiofonici e su pubblicazioni riguardanti il cospirazionismo, arrivando perfino a essere citata in interrogazioni parlamentari in diversi paesi.
I sostenitori di queste teorie, in genere, affermarono che le ipotetiche scie chimiche apparirebbero diverse dalle normali scie di condensazione, delle quali non avrebbero la consistenza e le proprietà note. In particolare, secondo i cospirazionisti, esse tenderebbero a persistere più a lungo, allargandosi pian piano invece di scomparire. Per esempio, secondo Jeff Rense, che con Art Bell conduce un programma radiofonico sui misteri, «…le scie chimiche inizialmente sembrano normali scie, ma sono più spesse e si estendono per il cielo in forma di X, griglia o in linee parallele. Invece di dissiparsi rapidamente, si allargano e si diramano. In meno di 30 minuti si aprono in formazioni che si uniscono tra loro formando un sottile velo di finte nuvole simili a cirri che rimangono per ore».
In un articolo dal titolo The Chemtrail smoking gun, di Bruce Conway, si suggerisce che le presunte scie chimiche sarebbero l'ipotetica implementazione di una strategia suggerita nel 1992 dalla National Academy of Science, nello studio Policy Implications of Greenhouse Warming; in particolare, riguarderebbero un ipotetico progetto segreto per mitigare il riscaldamento globale.

## Descrizione

### Argomentazioni
Secondo la teoria, l'operazione farebbe parte di un possibile complotto globale portato avanti da autori ignoti e per motivi non chiari; a tal riguardo sono state avanzate ipotesi diverse, la più comune delle quali è quella secondo cui si tratterebbe di una delle tecniche usate per l'alterazione e il controllo del clima terrestre. In genere, i teorici del complotto ritengono che le "scie chimiche" siano formate da sostanze chimiche (anche di tipo biologico), rilasciate su aree popolate per qualche motivo invariabilmente complottistico, non meglio dimostrato. La motivazione ipotizzata più di frequente è il tentativo di operare modificazioni climatiche. Altre motivazioni ipotizzate da tali assertori chiamano in causa molte altre ipotesi eterogenee: possibili esperimenti governativi o militari, attacchi terroristici, operazioni di società private, tentativi di condizionamento psicologico tramite agenti psicoattivi e anche il tentativo di frenare l'esplosione demografica mondiale, eliminando una percentuale rilevante della popolazione.
Sempre secondo le teorie dei complottisti,  le scie di condensazione si formerebbero solo a temperature inferiori a −40 °C a 8000 m di quota e con umidità relativa del 70%. Questa affermazione si basa sull'errata interpretazione di un modello teorico elaborato nel 1953 da H. Appleman.
Secondo altre teorie, lo Space Preservation Act sarebbe un'implicita ammissione dell'esistenza del fenomeno; l'HAARP sarebbe uno strumento di atto a produrre tali modificazioni: verrebbe irrorato un ipotetico miscuglio di bario, alluminio, silicio e altre sostanze, il cui scopo sarebbe quello di creare una sorta di sandwich elettroconduttivo non meglio precisato; alcuni arrivano ad ipotizzare anche finalità di "controllo mentale" di cui però non chiariscono in termini scientifici i presunti scopi, obiettivi e modalità.
Alcuni sostenitori della teoria delle "scie chimiche" affermano che, in un'ottica di contro-informazione i servizi segreti starebbero tentando di screditare il lavoro degli auto-definentesi "ricercatori indipendenti", in cui sarebbero incluse minacce e azioni di sabotaggio. A capo della presunta organizzazione responsabile delle "scie chimiche", secondo alcuni sostenitori di tali teorie, ci sarebbero lo SMOM e il Vaticano, in collaborazione con un ipotetico ed eterogeneo insieme di enti che spazierebbero dalla CIA, alla NASA, a Google, alle compagnie aeree e altro ancora.
Tale teoria del complotto non ha mai trovato alcun credito nell'ambito della comunità scientifica, in quanto priva di riscontri empirici, di coerenza esplicativa o di prove scientifiche. Quei fenomeni fisici che i sostenitori della teoria identificano come scie chimiche, non hanno alcuna caratteristica che le renda incompatibili con le normali scie di condensazione (inglese: contrails) dei gas di scarico degli aeromobili che, in base alle condizioni atmosferiche e all'intensità del traffico aereo, possono assumere aspetti eterogenei e inconsueti.
I sostenitori di tali teorie non hanno condotto analisi fisico-chimiche riconosciute sulle scie nel momento dell'emissione in volo; uno di tali sostenitori, lo statunitense Clifford Carnicom, afferma di aver analizzato campioni di aria raccolti al livello del suolo in seguito a operazioni di rilascio di scie chimiche. Ha affermato di aver trovato alluminio e bario in queste polveri, che sarebbero state ottenute tramite precipitazione elettrostatica. Queste sue asserzioni non hanno però mai avuto alcun riscontro o possibilità di verifica indipendente, in quanto Carnicom non ha mai voluto mettere a disposizione di istituzioni terze i suoi presunti campioni, né ha mai esposto i metodi con i quali avrebbe svolto le analisi. Da sottolineare inoltre che, parlando di elementi chimici, quelli da lui citati sono praticamente ubiqui sulla Terra: l'alluminio è il terzo costituente per quantità della crosta terrestre (dopo ossigeno e silicio) e il bario è al quattordicesimo posto (su 92 elementi naturali).

### Il rapporto con le scie di condensazione

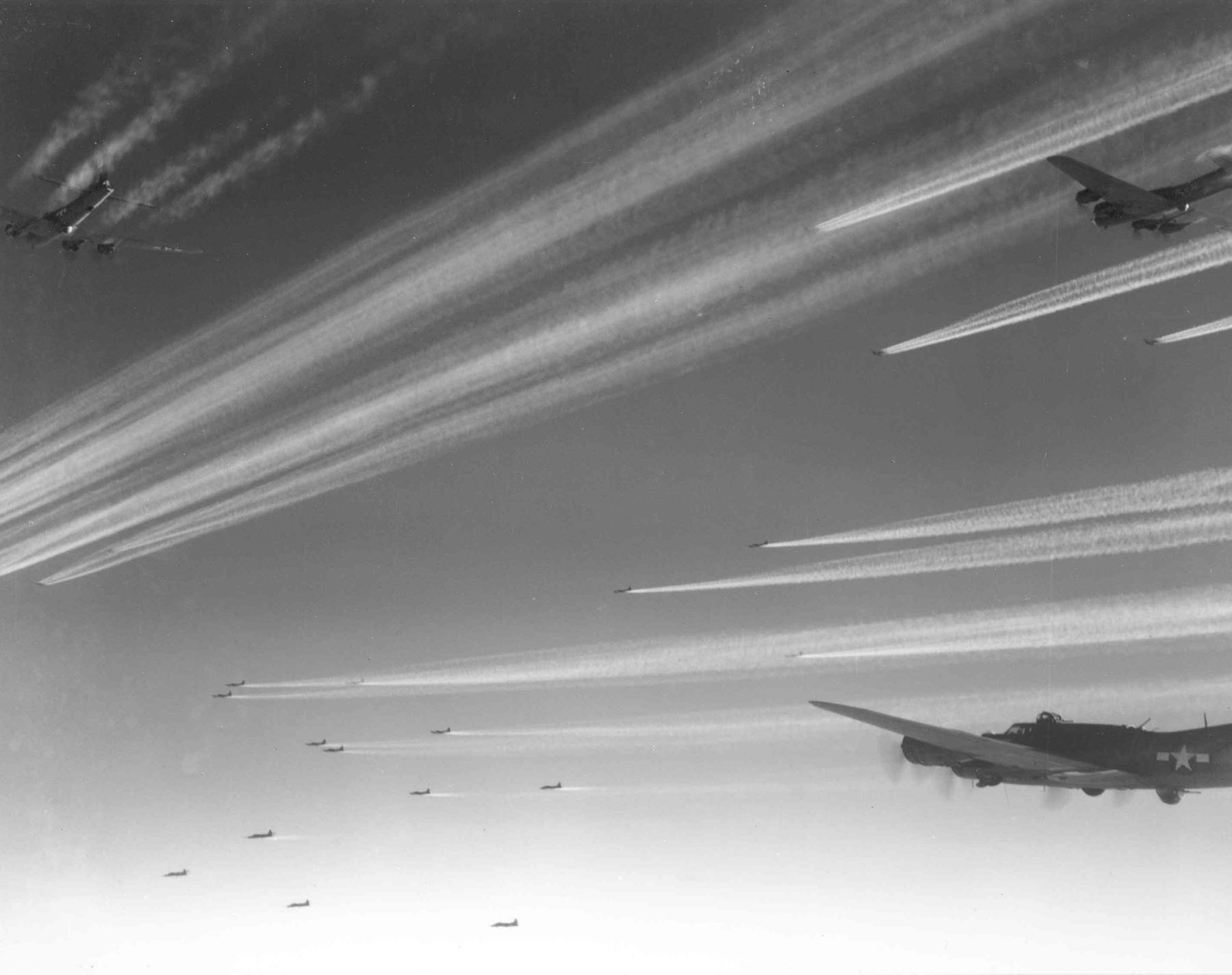
Scie di condensazione di una formazione di B-17F Flying Fortress sui cieli della Germania, 1943 circa

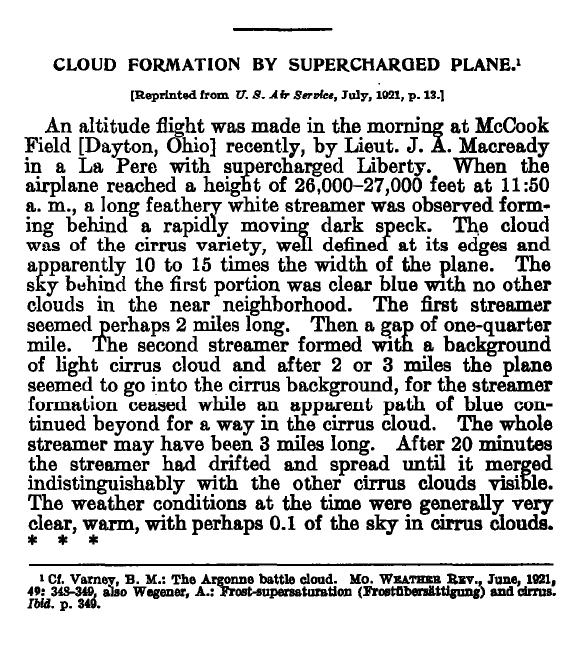
Una descrizione del fenomeno delle scie di condensazione nel 1921: Cloud Formation from Supercharged Plane, dal Monthly Weather Review

Le scie che i sostenitori della teoria aggettivano come "chimiche", sono invece normali scie di condensazione, ovvero strisce nuvolose inizialmente sottili e che, successivamente, si allargano creando ampie formazioni. Sono generate dal passaggio di aeromobili e sono costituite da prodotti di condensazione e successiva solidificazione del vapore acqueo. Vengono suddivise in:
- scie formate dai gas di scarico:
sono dovute al rapido raffreddamento dei gas di scappamento dei motori, i quali immettono nell'atmosfera una quantità di vapore acqueo e nuclei di condensazione sufficienti a provocare il fenomeno. Le scie di condensazione si formano ad altitudini molto alte, solitamente oltre gli 8 km, dove la l'aria è estremamente fredda, inferiore ai −40 °C. Questo tipo di scie, che sono le più persistenti, possono formarsi anche a umidità relative pari allo 0%, a patto che la temperatura dell'aria sia sufficientemente bassa.[26]
- scie di convezione:
sono dovute a moti convettivi che si manifestano sulla scia dell'aeromobile quando questo vola in aria molto umida e instabile. La temperatura dell'aria più favorevole è quella compresa fra 0 °C e −25 °C. Non si manifestano immediatamente dietro l'aereo, occorrendo un certo intervallo di tempo prima che l'aria calda immessa nell'atmosfera si porti al livello di condensazione.
- scie di origine aerodinamica:
le meno persistenti, sono dovute all'espansione dell'aria, provocata dal veloce moto di un aereo, quando vola in atmosfera molto umida. La temperatura dell'aria più favorevole è compresa tra 0 °C e 10 °C.
- scie con i colori nazionali durante le esibizioni aeronautiche

I sostenitori della teoria delle scie chimiche citano come prova della differenza fra scie "chimiche" e scie di condensazione quanto riportato dalla NASA: «…le scie di condensazione si formano solitamente ad alta quota (generalmente al di sopra degli 8000 m), dove l'aria è estremamente fredda (generalmente al di sotto di −40 °C). Altri [tipi di] nuvole si possono formare ad altitudini molto varie, dalla prossimità del suolo, come la nebbia, a quote estremamente elevate, quali quelle dei cirri».
Secondo alcuni sostenitori di tali teorie, queste sarebbero le "uniche" condizioni in cui le scie di condensa si potrebbero formare. Tuttavia quella della NASA è una descrizione divulgativa che vuole dare una sintesi relativa del fenomeno e l'affermazione specifica chiaramente che le scie di condensazione si formano "solitamente" (usually in originale) alle condizioni indicate e non esclusivamente. Inoltre, nello stesso documento, è specificato che le scie di condensazione «…possono anche formarsi più vicine al suolo quando l'aria è molto fredda e ha umidità sufficiente», affermazione che però sembra essere stata completamente ignorata dai sostenitori del complotto.
Già negli anni cinquanta H. Appleman mostrò come la formazione di scie di condensazione dipendesse da diversi fattori e che esse potevano formarsi anche a umidità relative molto basse, umidità relativa che incide anche sulla persistenza di tali scie.

## Analisi e risposte di scienza e istituzioni
Le scie di condensazione hanno una persistenza anche di ore. Tuttavia, i sostenitori della teoria affermano che le ipotetiche scie chimiche si differenzierebbero dalle scie di condensazione perché sarebbero più persistenti e arriverebbero a formare griglie, incroci o a porsi in parallelo tra loro, o ancora a non avere continuità (ad esempio una scia che si interrompe in un dato punto e che riprende in punto più avanzato); le scie, sempre a loro dire, sarebbero rilasciate da aeroplani militari o privi di segni distintivi ad altitudini basse e inusuali.
In maniera pressoché unanime, tutte le agenzie governative, gli scienziati, gli esperti meteorologi, i ricercatori scettici, tra cui il Committee for the Scientific Investigation of Claims of the Paranormal statunitense, i piloti di aereo, spiegano invece che le scie di condensazione mostrano una gran varietà di aspetti e persistenza, e che le descrizioni e le fotografie delle supposte chemtrail sono in realtà del tutto in linea con quelle delle normali scie di condensazione e spesso corrispondono anche a rotte aeree ben note. Le scie di condensazione hanno infatti un diverso comportamento a seconda della temperatura, del wind shear orizzontale e verticale, dell'umidità presente in quota.
Nessun sostenitore della teoria delle scie chimiche ha mai fornito delle analisi delle scie prese direttamente in aria; al contrario, fin dagli anni venti, vengono regolarmente effettuati studi sulle scie di condensazione. Quindi, la loro esistenza e normale spiegazione sono ampiamente comprovate da decenni.
Diverse altre obiezioni vengono mosse alle numerose contraddizioni della teoria complottista delle presunte chemtrails:
- Il comportamento delle presunte "scie chimiche", descritto dai complottisti come "bizzarro" o "inusuale" è in realtà sempre perfettamente coerente con il possibile comportamento di una scia di condensazione.[26]
- Non è possibile che un aereo contenga al suo interno così tanto materiale chimico da generare una scia lunga centinaia di chilometri.[26]
- La visione del cielo da parte di un osservatore a terra risente del fatto che a grande distanza e senza punti di riferimento l'immagine tridimensionale appaia in realtà sostanzialmente bidimensionale. Di conseguenza due scie che appaiono "affiancate" o "incrociate" possono essere in realtà distanti diverse centinaia di metri in verticale. Analogamente due aeromobili che appaiono vicini possono trovarsi molto distanti, quindi produrre scie differenti. In questa situazione del resto non è in alcun modo possibile stabilire l'esatta verticale di un aereo in base alla semplice osservazione. In aggiunta a questo, la semitrasparenza di scie e nuvole rende in molti casi praticamente impossibile dire se l'una è al di sopra dell'altra o viceversa.[26]
- Sarebbe necessaria una gigantesca operazione di copertura su scala internazionale, che coinvolgerebbe un numero incredibilmente alto di persone impiegate in diversi settori professionali: piloti, controllori di volo, governanti, militari, meteorologi, scienziati, ecc. Un'operazione del genere è pressoché impossibile da gestire, perché vi sarebbe un'enorme quantità di dati da falsificare, per di più in modo che questi risultino perfettamente compatibili e concordi tra di loro. Inoltre, aumentando il numero di persone a conoscenza di un'operazione segreta, aumenta anche il rischio che tale operazione possa essere scoperta. Ognuna di queste persone, infatti, potrebbe potenzialmente rivelare la natura di tale operazione (accidentalmente o volutamente) facendola quindi fallire.
- La necessità di mantenere segreto il presunto complotto è incompatibile col fatto che gli aerei operino in pieno giorno, lasciando in cielo delle scie visibili da tutti. I sostenitori della teoria, in risposta, affermano che agire alla luce del sole servirebbe proprio a far sì che la gente possa ritenere questa attività naturale e innocua.
- Come per molte altre teorie di complotto, i sostenitori citano dati tecnici, fotografie o video che mostrerebbero segni di falsificazione, incongruenze o stranezze. Tuttavia, se queste incongruenze fossero reali, sarebbero risultate immediatamente visibili agli occhi degli esperti dei vari settori coinvolti (piloti, meteorologi, scienziati vari, ecc.), soprattutto quando le persone sostenitrici di tali teorie affermano di averle scoperte attraverso la visione di video su YouTube o semplici osservazioni empiriche.
- Tutti gli aerei sono regolarmente sottoposti a ispezioni tecniche, che farebbero scoprire i presunti "apparati" per il rilascio delle scie. Ci sono state del resto costanti e numerose smentite governative in merito.
- Il rilascio di sostanze alle quote superiori ai 10 000 metri usate dagli aerei ha un comportamento non prevedibile, a causa della dispersione generata dai forti venti in alta quota.[37] Inoltre, molte sostanze organiche e anche alcune sostanze chimiche verrebbero distrutte dalla temperatura dei gas combusti dell'aereo prima di distaccarsi dalle linee di flusso aerodinamico. I sostenitori della teoria affermano, tramite loro misure telemetriche amatoriali, che la quota di volo di queste operazioni sarebbe a loro dire molto al di sotto del limite minimo di formazione di contrail; ma nessuna di queste misurazioni personali è mai stata verificata in maniera indipendente, o sottoposta ad enti di certificazione.
- I sostenitori della teoria hanno più volte presentato delle analisi che mostrerebbero come, su alcuni terreni sorvolati dagli aerei chimici, a loro dire sarebbero presenti delle sostanze velenose. Tuttavia non esiste la prova che tali sostanze provengano necessariamente dagli aerei anziché altre fonti esterne. Inoltre, sostanze diffuse a diversi chilometri d'altezza, anziché ricadere esattamente a strapiombo, sono soggette alle turbolenze dell'aria: pertanto il luogo della loro ricaduta non può essere previsto né tantomeno ricostruito a posteriori.
- Come per molte altre teorie di complotto, nonostante che vengano ipotizzate e citate presunte organizzazioni senza scrupoli (che a dire dei complottisti sarebbero in grado di avvelenare o uccidere la popolazione a proprio piacimento), queste sembrano disinteressarsi completamente dei vari siti internet che ne farebbero i nomi, lasciando loro piena possibilità di rivelare al mondo il complotto.
- Nonostante che i sostenitori affermino che le presunte "scie chimiche" sarebbero diffuse in maniera regolare da molti anni, ancora non si sarebbero visti i risultati di questa ipotetica contaminazione (in particolare per chi sostiene che le "scie chimiche" servano alla diffusione di un'epidemia del cosiddetto "morbo di Morgellons" - a sua volta considerato essere in realtà una patologia psichiatrica dalla comunità scientifica).
- Secondo la termodinamica e l'aerodinamica, i diversi comportamenti delle scie di condensazione sono dovuti alle diverse condizioni meteorologiche (temperatura, pressione, umidità relativa e venti) riscontrabili a quote differenti, nonché al diverso tipo di motori usati dagli aerei:
  - in una zona più fredda i gas condensano rapidamente e formano scie compatte, in una meno fredda (o con gas più caldi) il tempo di condensa è maggiore e le scie sono più larghe; anche le scie compatte, a causa del moto browniano, tendono ad espandersi al passare del tempo, anche in assenza di vento (e in quota sono sempre presenti venti e correnti).
  - A seconda dei venti in quota (le condizioni in quota non rispecchiano quelle al livello del suolo), le scie possono allargarsi più velocemente o formare curve e ramificazioni (venti di direzione incostante).
  - Dato che l'atmosfera è un fluido non omogeneo, si possono avere zone in cui sono presenti condizioni atte alla formazione di scie di condensazione adiacenti a zone in cui tali condizioni non sono presenti, con conseguente formazione di scie "a tratti".
  - I reattori turbofan a doppio flusso creano scie di condensazione anche in condizioni in cui i vecchi turbofan a singolo flusso non le formano.[38] I sostenitori della teoria affermano che a loro dire tale differenza di comportamento sarebbe dovuta alla presunta differenza di composizione delle supposte scie chimiche rispetto alle normale contrails, ma senza mai aver prodotto alcuna evidenza oggettiva a conferma di tale loro asserzione.

È stato osservato che la nuvolosità provocata dalle normali scie di condensazione può avere effetti sul meteo e provocare perturbazioni, come per esempio nel caso dei bombardieri americani durante la seconda guerra mondiale.

### Analisi storico-scientifiche
Nel corso dello sviluppo della teoria del complotto, oltre alle inesattezze scientifiche, la teoria delle scie chimiche è stata sostenuta anche da affermazioni completamente false su pubblicazioni e ricerche, in particolare riguardo alla storia della meteorologia e dell'aviazione, allo scopo di affermare che le scie di condensazione erano inesistenti prima degli anni novanta e che tutte le descrizioni scientifiche delle scie sono opera del complotto.
- «Non esisterebbero foto di scie di condensazione precedenti al 1995. Il che dimostrerebbe che all'epoca le scie non erano comuni.» Tuttavia le prime foto di scie di condensazione risalgono agli anni venti e trenta.[26]
- «Non esisterebbero immagini satellitari delle scie di condensazione precedenti al 1995.» Anche questa affermazione è falsa, perché esistono numerose foto satellitari delle scie di condensazione anteriori a quella data, compreso uno studio meteorologico dell'American Meteorological Society, che si riferisce a foto satellitari delle scie di condensazione degli anni dal 1977 al 1979.[40]
- «Le vecchie foto delle scie di condensazione sarebbero dei falsi in quanto gli aerei dell'epoca non erano pressurizzati e quindi non potevano raggiungere le alte quote.» In realtà già durante la seconda guerra mondiale gli aerei raggiungevano anche 10000-11000 metri. In alta quota i piloti utilizzavano bombole d'ossigeno e indumenti riscaldati elettricamente. Già nel 1936 era stato raggiunto da Mario Pezzi il record di altitudine dei 15635 metri e il pilota descrisse chiaramente una scia di condensazione che inizialmente credeva causata da un guasto al motore.[41][42]
- «In passato le scie di condensazione non sarebbero state né persistenti né tendenti ad espandersi.» Il primo studio sulle scie di condensazione afferma invece che queste possono essere persistenti o non persistenti a seconda delle condizioni atmosferiche,[43] mentre studi degli anni '70 descrivono la tendenza delle scie ad espandersi notevolmente oltre le dimensioni iniziali.[44][45]

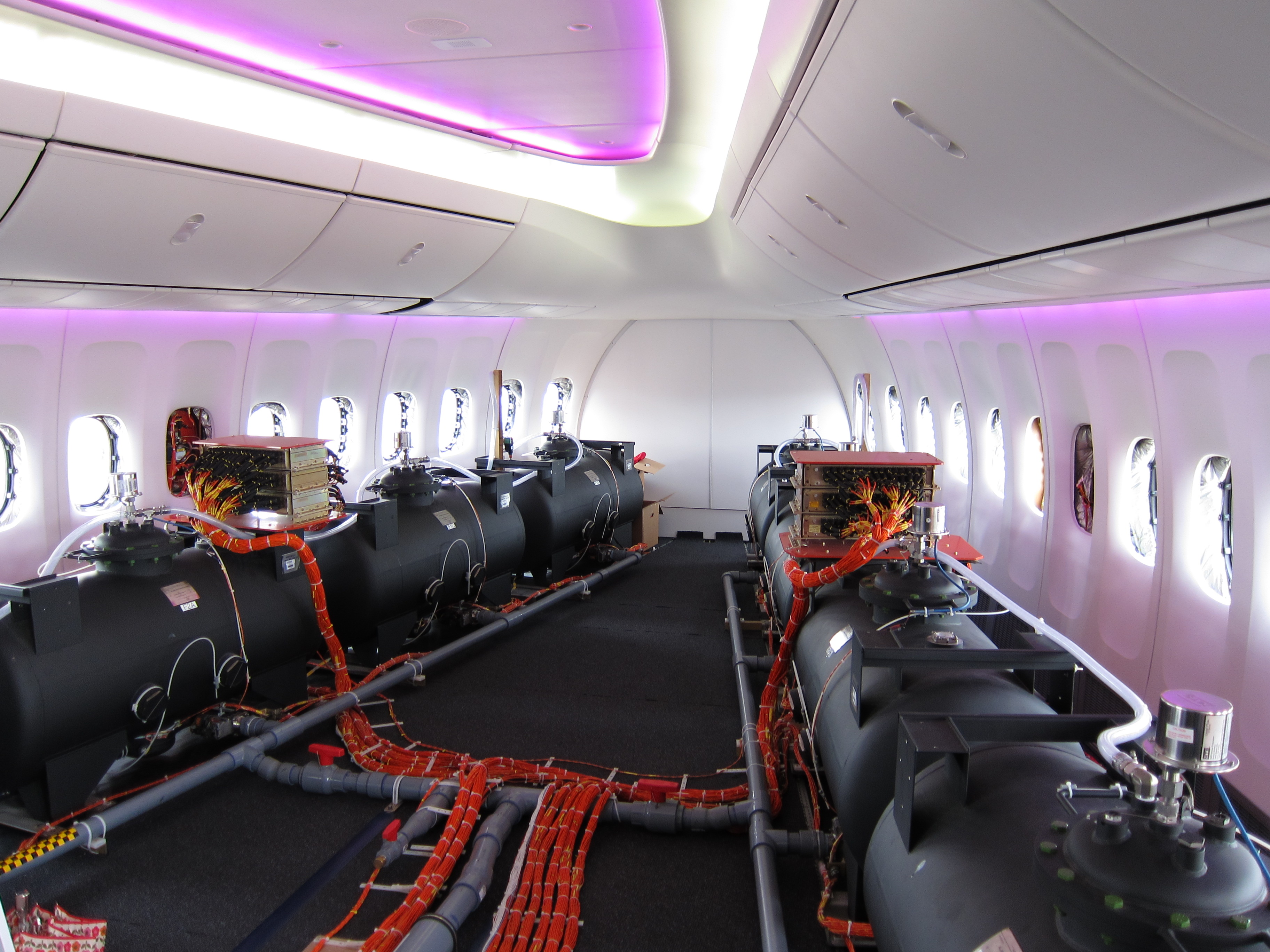
Serbatoi installati su un prototipo di Boeing 747. Secondo i teorici delle chemtrails, è una prova dell'esistenza degli aerei responsabili delle scie chimiche.

La presenza e il comportamento delle scie di condensazione erano quindi stati dimostrati già da tempo, prima dell'inizio del presunto complotto. L'aumento delle scie di condensazione è del resto direttamente proporzionale all'aumento del traffico aereo. A titolo di esempio, il traffico aereo civile nel ventennio 1986-2006 ha registrato un aumento del numero di voli superiore al 200%.

### False prove
Diverse fotografie, che mostrano serbatoi installati all'interno della carlinga di un aeromobile civile, vengono portate come prova a sostegno dell'esistenza dei sistemi di dispersione aerea degli aerosol chimici. Si tratta, in realtà, di installazioni idrauliche atte a simulare il peso dei passeggeri, o di un carico pesante, allo scopo di testare la stabilità di un aereo mentre è in volo: i serbatoi sono riempiti di acqua, la quale viene pompata da un contenitore all'altro in modo da spostare il centro di gravità del velivolo.
Un servizio televisivo andato in onda in Louisiana viene spesso portato all'attenzione dai teorici delle scie chimiche: viene mostrata un'analisi chimica dell'aria, nella quale i livelli di bario sarebbero pari a un livello, molto pericoloso, di 6,8 parti per milione, tre volte superiore al limite di legge statunitense. A una seconda analisi scientifica del servizio, è emerso che le attrezzature usate per la misurazione dell'aria furono male utilizzate e il livello di bario non eccedeva affatto i limiti di legge, ma era anzi di molto inferiore.
In un altro servizio della BBC del marzo 2014, relativo alle ricerche del volo Malaysia Airlines 370, una particolare inquadratura mostra un getto bianco uscire da un ugello posto sull'ala dell'aereo dedito alle ricerche, un Lockheed P-3 Orion dell'aviazione australiana. Tale "spruzzo" è stato indicato, da diverse pagine, come la prova del rilascio delle scie chimiche; in realtà, il getto inquadrato è un'operazione di fuel dumping, necessaria in quanto l'aereo delle ricerche ritornò in aeroporto anzitempo e dovette alleggerirsi del carburante in eccesso prima di effettuare l'atterraggio.

## Dibattito politico

### Stati Uniti

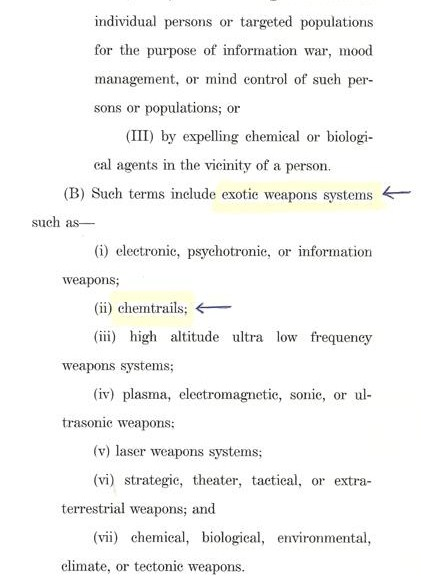
Lo Space Preservation Act (2001) in cui si propongono le chemtrails tra gli exotic weapons systems

Negli Stati Uniti d'America, il rappresentante del Congresso Dennis Kucinich fece riferimento alle "scie chimiche" nello Space Preservation Act del 2001, una proposta di legge per bandire ipotetici "sistemi d'arma esotici". I teorici del complotto presentano tale proposta di legge come un riconoscimento ufficiale dell'esistenza delle "scie chimiche" come arma, almeno in potenza. L'uso del termine "scie chimiche" è però affiancato a una serie di altre armi inesistenti o dai nomi improbabili (come "armi ultrasoniche", "armi extraterrestri"), in un paragrafo che è stato rimosso nella versione successiva dello Space Preservation Act del 2003. In entrambi i casi la legge non fu approvata.
La Forza Aerea statunitense ha pubblicato un articolo che dichiara esplicitamente che le scie chimiche sono “una bufala che è stata investigata e confutata da numerose università, organizzazioni scientifiche e pubblicazioni nei principali media”.

### Canada
La Camera dei Comuni canadese, a una petizione sulle "scie chimiche" ha risposto che «…il termine scie chimiche è un'espressione popolare e non esistono prove scientifiche che ne dimostrino l'esistenza».

### Regno Unito
Il Dipartimento britannico per l'Ambiente, il Cibo e gli Affari Rurali affermò che le "scie chimiche" «non sono un fenomeno riconosciuto scientificamente».

### Germania

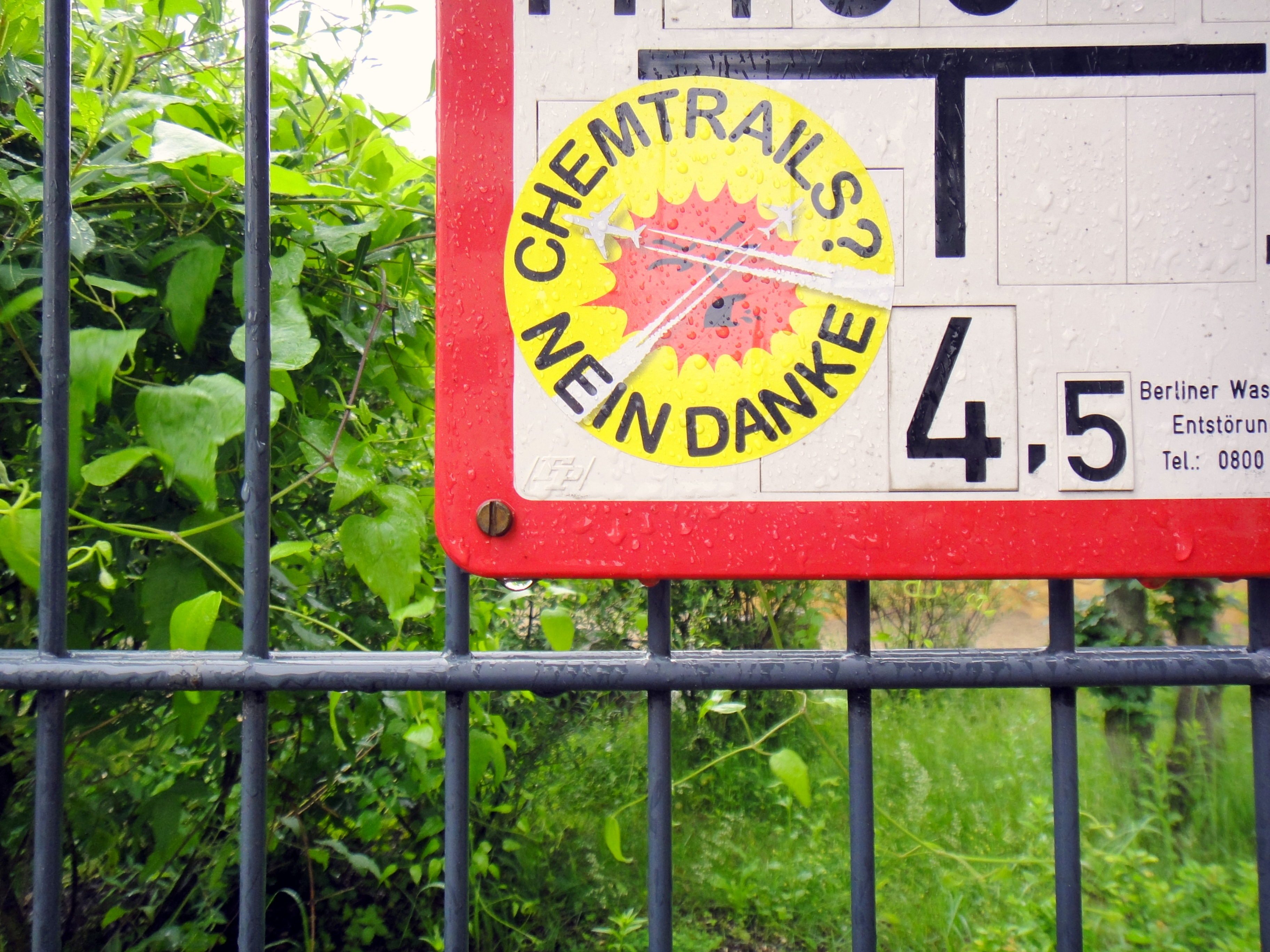
Chemtrails? Nein danke: adesivo di propaganda dei sostenitori del complotto (quartiere Schöneberg di Berlino)

In Germania, l'Agenzia Federale dell'Ambiente ha avviato un'indagine sulle "scie chimiche" a seguito di «…numerose richieste di informazione in merito da parte dei cittadini». Dopo aver interpellato l'Istituto di Fisica dell'Atmosfera, il Servizio Meteorologico tedesco e l'Ente Aerospaziale tedesco, l'Agenzia dell'Ambiente ha pubblicato uno studio in cui si dichiara che le informazioni reperibili in internet sulle "scie chimiche" «…provengono da fonti non molto credibili, vista l'assenza di prove convincenti» e che le cosiddette "scie chimiche" sono in realtà «…normali scie di condensazione o nuvole».

### Italia
In Italia, l'argomento è stato oggetto di 14 interrogazioni parlamentari in un arco del tempo dal 2003 al 2011 di cui tre presentate dal deputato del Partito Democratico Sandro Brandolini.  Le diverse interrogazioni hanno ricevuto come risposta solo smentite da parte degli organi di governo interpellati. In particolare, nella risposta del 5 settembre 2008 del Ministero dell'Ambiente e della Tutela del Territorio e del Mare si legge che «Dall'esame della letteratura scientifica internazionale e del contenuto dei siti web specialistici non è possibile confermare l'esistenza delle scie chimiche. I siti specialistici degli osservatori delle scie chimiche, in particolare, risultano carenti dal punto di vista scientifico» e che «…l'interpretazione più plausibile del fenomeno è che i presunti episodi di scie chimiche siano in realtà comuni scie di condensazione che sono durate più a lungo e hanno assunto forma peculiare per effetto delle condizioni meteorologiche».

### Parlamento europeo
La questione è stata oggetto di un'interrogazione presentata al Parlamento europeo da parte del deputato olandese Erik Meijer. Nella risposta ricevuta, viene nuovamente ribadita l'inesistenza del fenomeno.

## Episodi simili

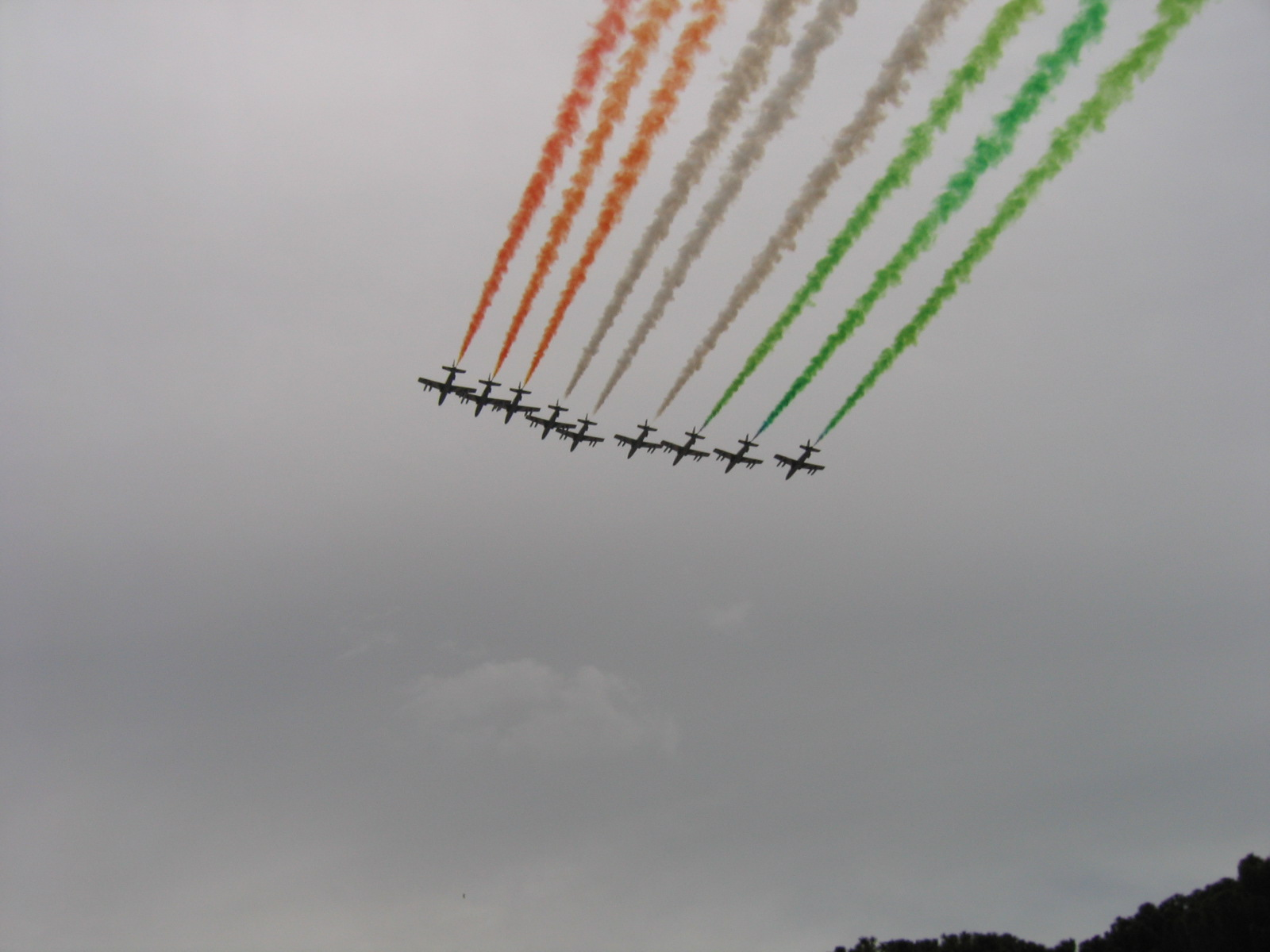
Scia di fumo durante un'esibizione delle Frecce Tricolori a Roma il 2 giugno 2006

Le presunte scie chimiche non vanno confuse con le usuali tecniche di irrorazione o di scarico di sostanze per mezzo di aerei, come l'uso di diserbanti, la lotta agli incendi o la stimolazione di precipitazioni. Fertilizzanti e fitofarmaci sono, a volte e in alcuni Paesi, irrorati sui campi con aerei, ma con voli a bassa quota: in alta quota l'effetto sarebbe nullo, data la presenza di venti tesi e imprevedibili.
Un'operazione di scarico del carburante in volo, detta fuel dumping, è a volte necessaria in caso di emergenze con velivoli militari o civili. Detta operazione di scarico avviene tramite degli ugelli posti sulle ali e serve ad alleggerire il velivolo per permettere un atterraggio in condizioni di sicurezza. Il fuel dumping, che può avvenire anche a bassa quota, può generare delle scie con caratteristiche simili a quelle delle scie di condensazione, con la differenza che la scia non ha origine dai motori dell'aereo.
Durante la guerra del Vietnam venne sparso un defoliante con voli aerei a bassa quota, l'"Agente Arancio", per spogliare gli alberi delle zone di combattimento.

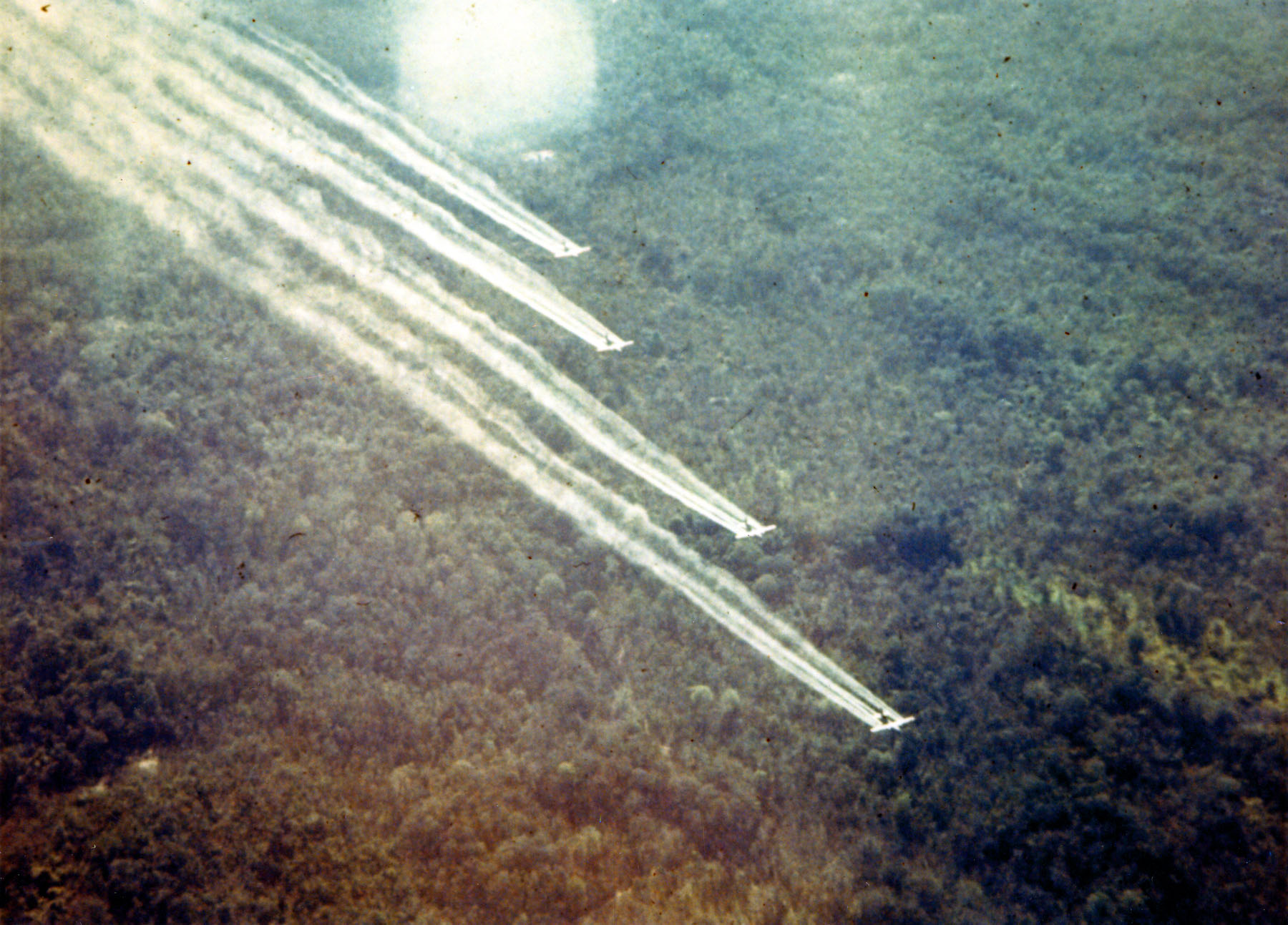
Missione di disboscamento durante l'operazione Ranch Hand in Vietnam

Durante le esibizioni aeree, si usano degli appositi pod posizionati sotto un'ala o in coda, o cartucce colorate nel tubo di scarico dell'aereo, per emettere fumo colorato che lascia tracce persistenti alcuni minuti nel cielo. In questo caso il principio utilizzato è diverso da quelli solitamente associati alla teoria delle scie chimiche: si tratta di sostanze, che, a contatto coi gas molto caldi del motore, bruciano lentamente emettendo fumi che si mischiano ai gas stessi.
Gli aerei commerciali, anche se raramente, scaricano in volo i reflui della toilette. Questa pratica, oggi abbandonata e usata solo in casi di emergenza su vecchi aeromobili, può causare delle corte scie di cristalli di liquami congelati e luccicanti, o dei blocchi di materiale solido e ghiacciato. Sono documentati casi di danneggiamenti causati da questi eventi, noti come blue ice.
La pratica del cloud seeding è un metodo di induzione della pioggia che si attua irrorando le nubi già predisposte a causare precipitazioni con varie sostanze, principalmente ioduro d'argento o ghiaccio secco. Queste sostanze creano all'interno delle nubi dei nuclei di condensazione attorno ai quali l'umidità dell'aria si possa raccogliere, formando gocce d'acqua e stimolando quindi la precipitazione. Questa tecnica è normalmente usata in caso di prolungate siccità o per proteggere i raccolti dalla grandine. Poiché questa pratica si limita a favorire la pioggia in nubi già predisposte a generarla, non si può considerare una tecnica di controllo climatico.
L'eventuale utilizzo di aerosol stratosferici è stato considerato quale uno dei sistemi potenzialmente in grado di mitigare il cosiddetto surriscaldamento globale; gli aerosol in alta quota avrebbero infatti il potere di aumentare il livello di albedo del pianeta, e con ciò la capacità di respingere i raggi del sole e il relativo calore.